# Manikwara
Manikwara és una ciutat al Kathiawar (estat del Gujarat) que fou l'antiga capital del prant de Sorath, una de les quatre divisions de Kathiawar a la presidència de Bombai a uns 35 km al sud-oest de Jetpur i uns 40 km a l'est de Junagarh. La població el 1881 era de 877 habitants.